# Baldassare Franceschini
Baldassare Franceschini, kaldet il Volterrano, (1611 i Volterra – 1689 i Firenze) var en italiensk maler.
Franceschini var elev af Rosselli i Firenze og blev derefter knyttet til Medicierne. Han har udført talrige fresker i florentinske kirker, paladser og villaer (Marias kroning i Sta Annunziatas kuppel o. s. fr.).